# 飯窪長彦
飯窪 長彦（いいくぼ ながひこ、1932年 - ）は、元NHKアナウンサー。

## 過去の担当番組
- 10代とともに（1967年9月 - 1969年3月）
- ひるのプレゼント（1970年4月6日 - 1977年3月 山川静夫アナウンサーと隔週交代で初代司会）
- 女性手帳（1977年4月8日 - 1979年3月26日）
- マー姉ちゃん（ナレーション1979年4月2日 - 9月29日）
- 民謡をあなたに
- お達者くらぶ
- はつらつスタジオ505

## 定年退職後
- セカンドライフプランや健康づくり、女性の社会への共同参画、日本語の乱れへの警鐘等をテーマに講演や執筆を行っている。また、ねんりんピック等の司会やコーディネーターとしても活動している。

## 同期のアナウンサー
- 池沢和夫、岩沢隆次郎、大谷正子（旧姓:百田）、大塚牧人、大野栄一、生越常重、菊地毅、小淵康太朗、佐々木史子（旧姓:入江）、佐藤喜徳郎、佐原純、杉澤陽太郎、辰巳嘉則、椿夏子（旧姓:広瀬）、乗兼英史、林孝彦、原谷宮人、藤谷栄也、堀野良男、増田康、松永貞次郎、水野孝之、柳沼孝昌、山崎雄功。[3]